# Freitas (cantant)
Facundo Freitas Costa (Montevideo, 12 de desembre de 2002), conegut popularment pel seu nom artístic Freitas. és un cantant espanyol nascut a l'Uruguai.

## Trajectòria
D'origen llatí i nascut a l'Uruguai, Freitas es va traslladar a Espanya quan només tenia un any, on va desenvolupar la seva passió per la música. En plena adolescència i amb 15 anys, va decidir investigar més sobre el tema i es va matricular a un curs de tècnic de producció musical i sonora, on va començar a gravar les seves primeres cançons. Ja amb 17 anys i amb més formació, publica la seva primera cançó professional anomenada "Fuego", i després d'uns 2 anys en la indústria musical anuncia el llançament del seu primer disc anomenat Fe. El març de 2022, va ser nominada als Premis MIN en les categories de Millor artista emergent, Cançó de l'any, Millor lletra original, Millor vídeo musical i Millor producció musical.
Després d'iniciar la seva carrera musical sota el nom artístic de "Facundo Freitas", el coruñes comença una nova etapa com "Freitas".